# Ramnulf z Poitiers
Ramnulf (někdy uváděn jako Rainulf, Ranulf) (820 – 18. září 866?) byl vévoda akvitánský a hrabě z Poitiers.

## Životopis

### Původ
Byl synem Geralda, hraběte z Auvergne (padl v bitvě u Fontenoy roku 841) a Rotrudy, pravděpodobně dcery císaře franské říše Ludvíka I. Pobožného. Některé zdroje uvádějí, že byla dcerou Pipina I. Akvitánského z císařského rodu Karlovců, ale je možné, že Gerald byl dvakrát ženatý a dcera Pipina I. Akvitánského byla jeho první ženou. Předchůdcem Geralda v Auvergne byl Warin († 853), snad jeho příbuzný (otec?). Je pravděpodobné, že v takovém případě tento rod zastával po několik generací v různých oblastech Burgundska a Akvitánie (Autun, Auvergne, Chalon, Mâcon a další) správní funkci hrabat (comes).

### Vládce v Poitou a Akvitánii

Erb Ramnulfovců a znak hrabství Poitou

Roku 814 zemřel císař Karel Veliký a jeho nástupce Ludvík I. Pobožný přerozdělil franskou říši svým synům, což bylo stvrzeno císařským nástupnickým právem Ordinatio imperii v roce 817. Avšak po narození nejmladšího syna Karla roku 823 z druhého manželství s Juditou z rodu Welfů a porušením sepsané úmluvy přidělením údělu v říši nejmladšímu synovi, se od roku 829 Franská říše zmítala v nepokojích, kdy Ludvíkovi synové bojovali proti otci, jindy proti sobě.
Akvitánii obdržel Pipin I. Akvitánský (s titulem krále), ale za účast na vzpouře mu císař úděl odebral. Uvězněnému Pipinovi se podařilo utéct na svobodu a dokonce získat zpět titul, ale se zmenšeným územím. Po jeho smrti roku 838 vypukly nové nepokoje, neboť převážná část akvitánské šlechty provolala novým králem jeho syna Pipina II., což bylo v rozporu s přáním jeho císařského děda. Ten titul udělil nejmladšímu synovi Karlovi II., který již držel oblast Neustrie severně od řeky Loiry. Jedním z věrných stoupenců Pipina II. byl Emenon, hrabě z Poitou. Ten titul obdržel již od Pipina I., avšak Geraldovi, hraběti z Auvergne se na příkaz císaře podařilo Emenona z Poitou vyhnat. Titul hraběte z Poitou obdržel jeho syn Ramnulf, pravděpodobně spolu se strýcem (otcovým bratrem) Vilémem (pozdějším hrabětem z Auvergne), snad pro svoje mládí a nezkušenost.
Situace v říši se zkomplikovala úmrtím císaře Ludvíka Pobožného roku 840. Pipin II. stál na straně nejstaršího z bratrů Lothara I. oproti Karlu Holému, který si nárokoval jeho titul. Území Akvitánie se mu podařilo z převážné části dostat pod kontrolu, zda i Poitou není jisté, ale Emenonův bratr Bernard II. byl titulován jako hrabě Bernard II. z Poitou. Úspěch to byl spíše dílčí, neboť nejpozději po bitvě u Fontenoy roku 841, kde zahynul hrabě Gerard z Auverge, je Ramnulf připomínán jako hrabě z Poitou. S jistotou držel Ramnulf Poitou až roku 845, kdy pojal za manželku Bilichildu z Maine, vdovu po Bernardu II., který zemřel roku 844 v bitvě proti Lambertu II. z Nantes.
Při sepsání Verdunské smlouvy roku 843 mezi soupeřícími bratry byl jejich synovec Pipin II. zcela opomenut a území Akvitánie spadalo formálně pod Karla II. Holého. Pipin II. postupně ztrácel spojence. Spojením s Vikingy si přivodil nevoli šlechty a roku 852 upadl do zajetí. Novým králem Akvitánie byl roku 855 korunován nezletilý syn Karla II. Holého Karel Dítě a svěřen do poručnictví Ramnulfa, který měl od roku 852 titul vévody akvitánského.
Pipinův útěk z vězení roku 854 znamenal dočasné posílení jeho pozic. Opětné spojení s Vikingy ho odsoudilo do role dobyvatele a nikoliv držitele území. Roku 864 byl zajat právě Ramnulfem a i když byl později odsouzen k smrti, rozsudek byl odložen a tak zemřel ve vězení.
Mocenský vzestup Ramnulfa ukazuje na jeho politické i vojenské kvality. I když nejméně jednou (roku 852) byl poražen Vikingy, i tak byl uznávaným velitelem, což podtrhuje závěr jeho života.

### Smrt u Brissarthe
Spojení Pipina II. s Vikingy bylo nepopulární už jen proto, že tito pohanští nájezdníci ze severu po desetiletí pustošili franské kraje, odváděli lid do otroctví, v lepším případě vybírali po vladařích nemalé výpalné. Jedna z takových výprav se uskutečnila po toku Loiry roku 865. Když se následujícího roku Vikingové vrátili, aby dostáli svému spojenectví s Bretonci, rozhodl se Robert Silný, nejmocnější velmož Neustrie, Vikingy porazit a odradit tak od dalšího vpádu. Společně s Ramnulfem narazili na nepřátelské vojsko u Brissarthe a podařilo se jim odrazit jejich pokus na nalodění, takže Vikingové a Bretonci byli nuceni najít útočiště v místním kostele. Vikingů spolu s Bretonci bylo asi jen na 400, ale vedl je zkušený válečník Hastein (Hasting), který využil příležitosti a během noci se pokusil o proražení obklíčení. Franky překvapivý útok zaskočil. Robert Silný zemřel na bojišti (údajně si nestačil vzít helmu ani brnění), Ramnulf byl zasažen šípem a o tři dny později podlehl zraněním. Tato porážka otevřela Vikingům na několik let možnost rabování kolem řeky Loiry.. Bitva (nebo lépe šarvátka) vešla do dějin pod názvem bitva u Brissarthe.

## Rodina
Roku 845 si Ramnulf vzal za manželku vdovu po bývalém hraběti z Poitou Bernardu II., který zemřel o rok dříve v bitvě s Bretonci. Jmenovala se Bilichilde a byla dcerou Rorgona (Roricona), hraběte z Maine z rodu Rorgonovců. Z prvního manželství měla syna Bernarda, který později obsadil Poitou a Emenona. S Ramnulfem měla tři děti:
- Ramnulf II. (850–890/892) hrabě z Poitou, vévoda a samozvaný král Akvitánie
- Gauzebert († 892)
- Ebalus (857–892)

|                                        |                                        |                                        |                                        |                                        |                                        |                                 |                                 |                                 |                                 |                        |                        |                                                 |                                                 |                                                 |                                                 |                                                 |                                                 |            |            |            |            |        |        |            |            |            |            |                                      |                                      | Pipin I. Akvitánský král Akvitánie nebo Ludvík I. Pobožný císař |                                      |                                      |                                      |         |         |                                                       |                                                       |                                                       |                                                       |                                                       |                                                       |                                 |                                 |                                 |                                 |                                 |                                 |               |               |                                |                                |                                |                                |                                |                                |  |  |
|                                        |                                        |                                        |                                        |                                        |                                        |                                 |                                 |                                 |                                 |                        |                        |                                                 |                                                 |                                                 |                                                 |                                                 |                                                 |            |            |            |            |        |        |            |            |            |            |                                      |                                      |                                                                 |                                      |                                      |                                      |         |         |                                                       |                                                       |                                                       |                                                       |                                                       |                                                       |                                 |                                 |                                 |                                 |                                 |                                 |               |               |                                |                                |                                |                                |                                |                                |  |  |
|                                        |                                        |                                        |                                        |                                        |                                        |                                 |                                 |                                 |                                 |                        |                        |                                                 |                                                 |                                                 |                                                 |                                                 |                                                 |            |            |            |            |        |        |            |            |            |            |                                      |                                      |                                                                 |                                      |                                      |                                      |         |         |                                                       |                                                       |                                                       |                                                       |                                                       |                                                       |                                 |                                 |                                 |                                 |                                 |                                 |               |               |                                |                                |                                |                                |                                |                                |  |  |
|                                        |                                        |                                        |                                        |                                        |                                        |                                 |                                 |                                 |                                 |                        |                        |                                                 |                                                 |                                                 |                                                 |                                                 |                                                 |            |            |            |            |        |        |            |            |            |            |                                      |                                      |                                                                 |                                      |                                      |                                      |         |         |                                                       |                                                       |                                                       |                                                       |                                                       |                                                       |                                 |                                 |                                 |                                 |                                 |                                 |               |               |                                |                                |                                |                                |                                |                                |  |  |
| Rotrude (dcera Karla Velikého) († 810) | Rotrude (dcera Karla Velikého) († 810) | Rotrude (dcera Karla Velikého) († 810) | Rotrude (dcera Karla Velikého) († 810) | Rotrude (dcera Karla Velikého) († 810) | Rotrude (dcera Karla Velikého) († 810) |                                 |                                 | Rorgon z Maine († 840)          | Rorgon z Maine († 840)          | Rorgon z Maine († 840) | Rorgon z Maine († 840) | Rorgon z Maine († 840)                          | Rorgon z Maine († 840)                          |                                                 |                                                 | Bilichilde                                      | Bilichilde                                      | Bilichilde | Bilichilde | Bilichilde | Bilichilde |        |        |            |            |            |            |                                      |                                      | Rotrude                                                         | Rotrude                              | Rotrude                              | Rotrude                              | Rotrude | Rotrude |                                                       |                                                       |                                                       |                                                       |                                                       |                                                       | Gerard hrabě z Auvergne († 841) | Gerard hrabě z Auvergne († 841) | Gerard hrabě z Auvergne († 841) | Gerard hrabě z Auvergne († 841) | Gerard hrabě z Auvergne († 841) | Gerard hrabě z Auvergne († 841) |               |               | Vilém hrabě z Auvergne († 846) | Vilém hrabě z Auvergne († 846) | Vilém hrabě z Auvergne († 846) | Vilém hrabě z Auvergne († 846) | Vilém hrabě z Auvergne († 846) | Vilém hrabě z Auvergne († 846) |  |  |
| Rotrude (dcera Karla Velikého) († 810) | Rotrude (dcera Karla Velikého) († 810) | Rotrude (dcera Karla Velikého) († 810) | Rotrude (dcera Karla Velikého) († 810) | Rotrude (dcera Karla Velikého) († 810) | Rotrude (dcera Karla Velikého) († 810) |                                 |                                 | Rorgon z Maine († 840)          | Rorgon z Maine († 840)          | Rorgon z Maine († 840) | Rorgon z Maine († 840) | Rorgon z Maine († 840)                          | Rorgon z Maine († 840)                          |                                                 |                                                 | Bilichilde                                      | Bilichilde                                      | Bilichilde | Bilichilde | Bilichilde | Bilichilde |        |        |            |            |            |            |                                      |                                      | Rotrude                                                         | Rotrude                              | Rotrude                              | Rotrude                              | Rotrude | Rotrude |                                                       |                                                       |                                                       |                                                       |                                                       |                                                       | Gerard hrabě z Auvergne († 841) | Gerard hrabě z Auvergne († 841) | Gerard hrabě z Auvergne († 841) | Gerard hrabě z Auvergne († 841) | Gerard hrabě z Auvergne († 841) | Gerard hrabě z Auvergne († 841) |               |               | Vilém hrabě z Auvergne († 846) | Vilém hrabě z Auvergne († 846) | Vilém hrabě z Auvergne († 846) | Vilém hrabě z Auvergne († 846) | Vilém hrabě z Auvergne († 846) | Vilém hrabě z Auvergne († 846) |  |  |
|                                        |                                        |                                        |                                        |                                        |                                        |                                 |                                 |                                 |                                 |                        |                        |                                                 |                                                 |                                                 |                                                 |                                                 |                                                 |            |            |            |            |        |        |            |            |            |            |                                      |                                      |                                                                 |                                      |                                      |                                      |         |         |                                                       |                                                       |                                                       |                                                       |                                                       |                                                       |                                 |                                 |                                 |                                 |                                 |                                 |               |               |                                |                                |                                |                                |                                |                                |  |  |
|                                        |                                        |                                        |                                        |                                        |                                        |                                 |                                 |                                 |                                 |                        |                        |                                                 |                                                 |                                                 |                                                 |                                                 |                                                 |            |            |            |            |        |        |            |            |            |            |                                      |                                      |                                                                 |                                      |                                      |                                      |         |         |                                                       |                                                       |                                                       |                                                       |                                                       |                                                       |                                 |                                 |                                 |                                 |                                 |                                 |               |               |                                |                                |                                |                                |                                |                                |  |  |
|                                        |                                        |                                        |                                        | Gauzlin († 886) biskup v Paříži        | Gauzlin († 886) biskup v Paříži        | Gauzlin († 886) biskup v Paříži | Gauzlin († 886) biskup v Paříži | Gauzlin († 886) biskup v Paříži | Gauzlin († 886) biskup v Paříži |                        |                        | Bernard II. z Poitiers hrabě z Poitiers († 844) | Bernard II. z Poitiers hrabě z Poitiers († 844) | Bernard II. z Poitiers hrabě z Poitiers († 844) | Bernard II. z Poitiers hrabě z Poitiers († 844) | Bernard II. z Poitiers hrabě z Poitiers († 844) | Bernard II. z Poitiers hrabě z Poitiers († 844) |            |            |            |            |        |        | Bilichilde | Bilichilde | Bilichilde | Bilichilde | Bilichilde                           | Bilichilde                           |                                                                 |                                      |                                      |                                      |         |         | Ramnulf I hr. z Poitiers vév. akvitánský (*820 † 866) | Ramnulf I hr. z Poitiers vév. akvitánský (*820 † 866) | Ramnulf I hr. z Poitiers vév. akvitánský (*820 † 866) | Ramnulf I hr. z Poitiers vév. akvitánský (*820 † 866) | Ramnulf I hr. z Poitiers vév. akvitánský (*820 † 866) | Ramnulf I hr. z Poitiers vév. akvitánský (*820 † 866) |                                 |                                 |                                 |                                 |                                 |                                 |               |               |                                |                                |                                |                                |                                |                                |  |  |
|                                        |                                        |                                        |                                        | Gauzlin († 886) biskup v Paříži        | Gauzlin († 886) biskup v Paříži        | Gauzlin († 886) biskup v Paříži | Gauzlin († 886) biskup v Paříži | Gauzlin († 886) biskup v Paříži | Gauzlin († 886) biskup v Paříži |                        |                        | Bernard II. z Poitiers hrabě z Poitiers († 844) | Bernard II. z Poitiers hrabě z Poitiers († 844) | Bernard II. z Poitiers hrabě z Poitiers († 844) | Bernard II. z Poitiers hrabě z Poitiers († 844) | Bernard II. z Poitiers hrabě z Poitiers († 844) | Bernard II. z Poitiers hrabě z Poitiers († 844) |            |            |            |            |        |        | Bilichilde | Bilichilde | Bilichilde | Bilichilde | Bilichilde                           | Bilichilde                           |                                                                 |                                      |                                      |                                      |         |         | Ramnulf I hr. z Poitiers vév. akvitánský (*820 † 866) | Ramnulf I hr. z Poitiers vév. akvitánský (*820 † 866) | Ramnulf I hr. z Poitiers vév. akvitánský (*820 † 866) | Ramnulf I hr. z Poitiers vév. akvitánský (*820 † 866) | Ramnulf I hr. z Poitiers vév. akvitánský (*820 † 866) | Ramnulf I hr. z Poitiers vév. akvitánský (*820 † 866) |                                 |                                 |                                 |                                 |                                 |                                 |               |               |                                |                                |                                |                                |                                |                                |  |  |
|                                        |                                        |                                        |                                        |                                        |                                        |                                 |                                 |                                 |                                 |                        |                        |                                                 |                                                 |                                                 |                                                 |                                                 |                                                 |            |            |            |            |        |        |            |            |            |            |                                      |                                      |                                                                 |                                      |                                      |                                      |         |         |                                                       |                                                       |                                                       |                                                       |                                                       |                                                       |                                 |                                 |                                 |                                 |                                 |                                 |               |               |                                |                                |                                |                                |                                |                                |  |  |
|                                        |                                        |                                        |                                        |                                        |                                        |                                 |                                 |                                 |                                 |                        |                        |                                                 |                                                 |                                                 |                                                 |                                                 |                                                 |            |            |            |            |        |        |            |            |            |            |                                      |                                      |                                                                 |                                      |                                      |                                      |         |         |                                                       |                                                       |                                                       |                                                       |                                                       |                                                       |                                 |                                 |                                 |                                 |                                 |                                 |               |               |                                |                                |                                |                                |                                |                                |  |  |
|                                        |                                        |                                        |                                        |                                        |                                        |                                 |                                 |                                 |                                 |                        |                        | Bernard z Gothie († 879) hrabě z Poitiers       | Bernard z Gothie († 879) hrabě z Poitiers       | Bernard z Gothie († 879) hrabě z Poitiers       | Bernard z Gothie († 879) hrabě z Poitiers       | Bernard z Gothie († 879) hrabě z Poitiers       | Bernard z Gothie († 879) hrabě z Poitiers       |            |            | Emenon     | Emenon     | Emenon | Emenon | Emenon     | Emenon     |            |            | Ramnulf II. († 890) hrabě z Poitiers | Ramnulf II. († 890) hrabě z Poitiers | Ramnulf II. († 890) hrabě z Poitiers                            | Ramnulf II. († 890) hrabě z Poitiers | Ramnulf II. († 890) hrabě z Poitiers | Ramnulf II. († 890) hrabě z Poitiers |         |         | Gauzbert († 892)                                      | Gauzbert († 892)                                      | Gauzbert († 892)                                      | Gauzbert († 892)                                      | Gauzbert († 892)                                      | Gauzbert († 892)                                      |                                 |                                 | Ebles († 892)                   | Ebles († 892)                   | Ebles († 892)                   | Ebles († 892)                   | Ebles († 892) | Ebles († 892) |                                |                                |                                |                                |                                |                                |  |  |
|                                        |                                        |                                        |                                        |                                        |                                        |                                 |                                 |                                 |                                 |                        |                        | Bernard z Gothie († 879) hrabě z Poitiers       | Bernard z Gothie († 879) hrabě z Poitiers       | Bernard z Gothie († 879) hrabě z Poitiers       | Bernard z Gothie († 879) hrabě z Poitiers       | Bernard z Gothie († 879) hrabě z Poitiers       | Bernard z Gothie († 879) hrabě z Poitiers       |            |            | Emenon     | Emenon     | Emenon | Emenon | Emenon     | Emenon     |            |            | Ramnulf II. († 890) hrabě z Poitiers | Ramnulf II. († 890) hrabě z Poitiers | Ramnulf II. († 890) hrabě z Poitiers                            | Ramnulf II. († 890) hrabě z Poitiers | Ramnulf II. († 890) hrabě z Poitiers | Ramnulf II. († 890) hrabě z Poitiers |         |         | Gauzbert († 892)                                      | Gauzbert († 892)                                      | Gauzbert († 892)                                      | Gauzbert († 892)                                      | Gauzbert († 892)                                      | Gauzbert († 892)                                      |                                 |                                 | Ebles († 892)                   | Ebles († 892)                   | Ebles († 892)                   | Ebles († 892)                   | Ebles († 892) | Ebles († 892) |                                |                                |                                |                                |                                |                                |  |  |